# Матејче
Матејче (Матејча, Матејић, Матејич) је насеље у Северној Македонији, у северном делу државе. Матејче припада општини Липково. У близини села се налази и истоимени манастир, задужбина цара Уроша.

## Географија
Матејче је смештено у северном делу Северне Македоније. Од најближег града, Куманова, село је удаљено 12 км западно.
Село Матејче се налази у историјској области Жеглигово, насеље је положено у источном подножју Скопске Црне Горе, док се ка истоку пружа Кумановско поље. Надморска висина насеља је приближно 480 метара. Атар насеља је површине од 34,1 км2, од чега шуме захватају 1.557 хектара, обрадиво земљиште 1.226 хектара, а пашњаци 484 хектара.
Месна клима је континентална.

## Прошлост
У селу је новембра 1926. године освећена нова школска зграда.

## Становништво
Матејче је према попису из 2002. године имао 3.394 становника. Већинско становништво у насељу су Албанци (89%), а мањина су Срби (10%). Месни Срби су били принудно расељени током оружаног сукоба у Северној Македонији 2001. године. Претежна вероисповест месног становништва је ислам.
| Кретање броја становника | Кретање броја становника | Кретање броја становника | Кретање броја становника | Кретање броја становника | Кретање броја становника | Кретање броја становника | Кретање броја становника |
| 1948                     | 1953                     | 1961                     | 1971                     | 1981                     | 1994                     | 2002                     | 2021                     |
| ------------------------ | ------------------------ | ------------------------ | ------------------------ | ------------------------ | ------------------------ | ------------------------ | ------------------------ |
| 2.657                    | 2.637                    | 2.345                    | 2.616                    | 2.781                    | 3.137                    | 3.394                    | 2.961                    |

Упоредни преглед националног састава становништва 1961. и 2002. године
| Национални састав према попису из 1961.‍ | Национални састав према попису из 1961.‍ | Национални састав према попису из 1961.‍ | Национални састав према попису из 1961.‍ | Национални састав према попису из 1961.‍ |
| --------------------------------------- | --------------------------------------- | --------------------------------------- | --------------------------------------- | --------------------------------------- |
|                                         |                                         |                                         |                                         |                                         |
| Турци                                   | Турци                                   |                                         | 1.120                                   | 47,8%                                   |
| Срби                                    | Срби                                    |                                         | 822                                     | 35%                                     |
| Албанци                                 | Албанци                                 |                                         | 264                                     | 11,3%                                   |
| Македонци                               | Македонци                               |                                         | 82                                      | 3,5%                                    |
| Укупно: 2.345                           |                                         |                                         |                                         |                                         |

| Национални састав према попису из 2021.‍ | Национални састав према попису из 2021.‍ | Национални састав према попису из 2021.‍ | Национални састав према попису из 2021.‍ | Национални састав према попису из 2021.‍ |
| --------------------------------------- | --------------------------------------- | --------------------------------------- | --------------------------------------- | --------------------------------------- |
|                                         |                                         |                                         |                                         |                                         |
| Албанци                                 | Албанци                                 |                                         | 2.855                                   | 96,4%                                   |
| Срби                                    | Срби                                    |                                         | 4                                       | 0,1%                                    |
| Укупно: 2.961                           |                                         |                                         |                                         |                                         |

## Познате личности
- Бети Ђорђевић, српска певачица